# Humberto Hernández
Humberto Gabriel Hernández López (Nezahualcóyotl, Estado de México, 20 de julio de 1985) es un futbolista mexicano. Juega como Guardameta y su equipo es el C.D. Irapuato de la Liga de Expansión MX.

## Trayectoria

### Inicios
Debuta como portero del Pachuca en el torneo Apertura 2006, en un partido ante el Necaxa, el cual perdería por el marcador de 3 goles a 1. Posteriormente juega su segundo y último partido de la temporada contra el Querétaro, el cual culminaría con un empate a ceros. Volvería a ver actividad con el equipo hasta el torneo Apertura 2007, jugando 8 partidos como titular.

### Indios de Ciudad Juárez
En el 2008, es trasladado a los Indios de Ciudad Juárez, jugando con el equipo 2 temporadas en Primera División. Durante este lapso de tiempo, no consiguió consolidarse con el equipo como titular, ya que únicamente participó en 12 partidos durante las 2 campañas.
A pesar del descenso de los Indios a la Liga de Ascenso de México, el "Gansito", continuo en el plantel del equipo. En el torneo Apertura 2010, finalmente logra consolidarse, jugando 16 de los 17 partidos del certamen, aparte de ser titular durante los partidos de los cuartos de final en la liguilla, ronda en la cual quedaron eliminados.

### Dorados de Sinaloa
El cancerbero, es contratado por los Dorados de Sinaloa para el torneo Clausura 2012, a pesar de comenzar la campaña como titular, debido a los malos resultados del equipo sinaloense, Hernández es sustituido de su posición y termina sin ver actividad durante las últimas 6 fechas. Debido a esto, Dorados decide no considerarlo para el siguiente torneo, quedándose sin equipo para el Apertura 2012.

### Leones Negros de la U. de G.
En el 2013, los Leones Negros de la Universidad de Guadalajara se hacen con los servicios del guardameta. Convirtiéndose en titular indiscutible del equipo en el torneo Clausura 2013. En el siguiente torneo corto, logra conseguir el título de campeón, derrotando al Necaxa en la final, por un marcador global de 2-1. Posteriormente consigue el ascenso a Primera División, al vencer a los Estudiantes Tecos en la Final de Ascenso 2014, ganando en tanda de penales, siendo el, el encargado de marcar el penalti definitivo de la serie.
Durante la estadía de los Leones Negros en primera división, Hernández, fue titular en todos los encuentros disputados por la saga, salvo por el partido de la jornada 1 del torneo Apertura 2014.

### Tampico Madero Fútbol Club
Humberto jugó en la Jaiba Brava del Tampico Madero Fútbol Club entre los años 2016 y 2018.

## Clubes
| Club             | País   | Año               |
| ---------------- | ------ | ----------------- |
| Pachuca          | México | 2006 - 2008       |
| Indios           | México | 2008 - 2011       |
| Dorados          | México | 2012              |
| U de G           | México | 2013 - 2016       |
| Tampico Madero   | México | 2016 - 2018       |
| Correcaminos UAT | México | 2018 - 2020       |
| Atlante          | México | 2020 - 2024       |
| Celaya           | México | 2025              |
| Irapuato         | México | 2025 - Actualidad |

## Palmarés

### Campeonatos nacionales
| Título                            | Club    | País   | Año     |
| --------------------------------- | ------- | ------ | ------- |
| Liga MX                           | Pachuca | México | C-2007  |
| Ascenso MX                        | U de G  | México | A-2013  |
| Campeón de Ascenso                | U de G  | México | 2014    |
| Expansión MX                      | Atlante | México | A-2021  |
| Campeón de Campeones Expansión MX | Atlante | México | 2022    |
| Expansión MX                      | Atlante | México | A-2022  |
| Expansión MX                      | Atlante | México | CL-2024 |

### Campeonatos internacionales
| Título                   | Club    | País   | Año  |
| ------------------------ | ------- | ------ | ---- |
| Copa Sudamericana        | Pachuca | México | 2006 |
| Liga Campeones CONCACAF  | Pachuca | México | 2007 |
| SuperLiga Norteamericana | Pachuca | México | 2007 |
| Liga Campeones CONCACAF  | Pachuca | México | 2008 |